# Земблинов, Сергей Владимирович
Сергей Владимирович Земблинов (8 [20] мая 1893, Калуга — 10 мая 1976, Москва) — советский учёный в области железнодорожных станций и узлов, заслуженный деятель науки и техники РСФСР (1965). Живописец, график.

## Биография
Родился в семье Владимира Ивановича Земблинова (1853—1919), доктора медицины, старшего врача Сызрано-Вяземской железной дороги.
Окончил Калужское реальное училище и Московский институт инженеров путей сообщения (1916). Работал в различных организациях, занимался исследованием особенностей проектирования и строительства железнодорожных станций и узлов.
Инженер, начальник части станций и узлов в Наркомате путей сообщения (НКПС) (1921—1928), научный сотрудник ВНИИ железнодорожного транспорта (зав. отделением эксплуатации железных дорог), Института комплексных транспортных проблем (ИКТП). Руководил созданием более 400 проектов развития и переустройства железнодорожных станций и узлов. В 1927—1934 годах принимал участие в составлении «Технической энциклопедии» в 26-и томах под редакцией Л. К. Мартенса, автор статей по тематике «железнодорожное дело».
Член Техническо-экспертной комиссии при наркоме путей сообщения, главный эксперт Технико-экспертного отдела НКПС. В годы Великой Отечественной войны — главный инженер и заместитель начальника Оперативно-эксплуатационного управления НКПС.
Преподавал в Московском институте инженеров железнодорожного транспорта, Ленинградской военно-транспортной академии; профессор (с 1931).
В 1945 г. назначен начальником кафедры «Эксплуатация железных дорог» Академии железнодорожного транспорта и одновременно работал постоянным консультантом ВНИИЖТ.
С 1955 г. зав. отделом транспортных узлов в Институте комплексных транспортных проблем при Госплане СССР.
До конца жизни работал в отделе станций ВНИИЖТ.
Доктор технических наук (1938), заслуженный деятель науки и техники РСФСР (1965).
Параллельно с основной работой занимался живописью. Учился в Государственных свободных художественных мастерских у А. М. Васнецова (1918), Ленинградском институте живописи, архитектуры и скульптуры — Институте живописи, скульптуры и архитектуры им. И. Е. Репина у И. Э. Грабаря, Б. В. Иогансона (1939—1949).
В 1949 защитил дипломную работу по живописи «Уголок родины».
Писал в основном пейзажи.
С 1939 — участник выставок. Экспонировался в Венгрии (1960). Персональные выставки в Москве (1961, 1971), Калуге (1973).
Картины находятся во многих музейных собраниях.

## Награды
Награждён орденами Ленина, Отечественной войны 2-й степени, Трудового Красного Знамени, «Знак Почёта» и многими медалями, двумя знаками «Почётный железнодорожник».